# Erwin Sietas
Erwin Sietas   (Hamburg, 24 de juliol de 1910 - Hamburg, 20 de juliol de 1989) fou un nedador alemany, especialista en proves de braça, que va competir durant les dècades de 1920 i 1930.
Durant la seva carrera esportiva va prendre part en tres edicions dels Jocs Olímpics d'Estiu, el 1928, 1932 i 1936, sempre disputant la prova dels 200 metres braça del programa de natació. El 1928, a Amsterdam, i el 1932, a Los Angeles, fou quart en aquesta prova, mentre el 1936, a Berlín, guanyà la medalla de plata, rere el japonès Tetsuo Hamuro.
En el seu palmarès també destaquen una medalla d'or, una de plata i una de bronze en els 200 metres braça al Campionat d'Europa de natació en les edicions de 1931, 1934 i 1938. Guanyà els campionats nacionals dels 200 metres braça de 1929, 1932 a 1934 i 1937 i el 1935 va establir el rècord del món en aquesta mateixa distància. Fou l'únic nedador europeu en guanyar una medalla olímpica entre els Jocs de 1928 i els de 1952. El 1992 fou incorporat a l'International Swimming Hall of Fame.